# Dedham (Massachusetts)
Dedham (wymowa: /ˈdɛdəm/) – miasteczko (town) w USA, w stanie Massachusetts, w hrabstwie Norfolk. Według danych z 2010 roku Dedham zamieszkiwało niemal 25 tys. osób.